# Z-Ro
Z-Ro, ou The Mo City Don, de son vrai nom Joseph Wayne McVey, né le 19 janvier 1977 à Houston, au Texas, est un rappeur américain. Il publie son premier album studio, Look What You Did to Me, en 1998. Il est considéré comme le rappeur le plus sous-estimé par New York Times.

## Biographie
Z-Ro est né dans le quartier de South Park à Houston. Il perd sa mère à l'âge de six ans et se retrouve placé dans différents foyers avant de s'établir durablement à Missouri City. À l'âge de vingt ans, sans emploi, il traîne dans les rues et vit de trafic de drogue. Selon ses dires, c'est en écoutant la musique de 2Pac, des Geto Boys, de Street Miltary, de K-Rino et de Klondike Kat que Z-Ro décide de se mettre au travail afin de quitter la rue. Il se découvre un talent de rappeur freestyle et après avoir enregistré deux démos, un label local s'intéresse à lui et lui fait signer un contrat.
Son premier album studio, Look What You Did to Me, est publié en 1998. À l'époque, il fait également partie de Screwed Up Click, un groupe de rappeurs de Houston. En 2002, son talent et son travail acharné attirent l'attention de James Prince, le PDG de Rap-A-Lot Records, qui lui propose un contrat. En 2004, Z-Ro publie son premier album chez Rap-A-Lot intitulé The Life of Joseph W. McVey. L'opus, acclamé par la presse spécialisée, connaît un succès considérable. En 2005, il publie Let the Truth Be Told qui est également bien accueilli. I'm Still Livin' est publié en 2006 alors que Z-Ro est incarcéré pour possession de drogue,. Il est considéré comme « un grand album... puissant » par The Village Voice et comme « l'un des meilleurs albums rap de Houston » par Houston Chronicle.
En 2010, il publie son nouvel album, Heroin, qui suivra d'un autre album intitulé Meth en 2011, puis de Angel Dust en 2012. Z-Ro publie son premier EP sous le nom de The Mo City Don intitulé Tripolar le 25 août 2013 sur One Deep Ent. Z-Ro suit ave The Crown en juin 2014. En février 2015, Z-Ro publie son propre album en trois, intitulé Melting the Crown.

## Discographie

### Albums studio
- 1998 : Look What You Did to Me
- 2000 : Z-Ro vs. the World
- 2001 : King of da Ghetto
- 2002 : Z-Ro
- 2002 : Screwed Up Click Representa
- 2002 : Life
- 2003 : Z-Ro Tolerance
- 2004 : The Life of Joseph W. McVey
- 2005 : Let the Truth Be Told
- 2006 : I'm Still Livin'
- 2007 : Power
- 2008 : Crack
- 2009 : Cocaine
- 2010 : Heroin
- 2011 : Meth
- 2012 : Angel Dust
- 2014 : The Crown
- 2015 : Melting the Crown
- 2016 : Drankin & Drivin
- 2016 :  Legendary
- 2017 : No Love Boulevard
- 2018 : Codeine

### Mixtape
- 2013 : Tripolar

### Singles
- 2004 : I Hate You
- 2005 : The Mule (featuring Devin the Dude et Juvenile)
- 2005 : From the South (featuring Paul Wall et Lil' Flip)
- 2005 : Mo City Don Freestyle
- 2006 : T.H.U.G. (True Hero Under God)